# Valea Lupului, Buzău
Valea Lupului este o localitate componentă a orașului Pătârlagele din județul Buzău, Muntenia, România. Se află în zona de munte, pe valea Buzăului.